# Pęknięcie krocza
Pęknięcie krocza – właściwie pęknięcie krocza i pochwy, gdyż pęknięcie obejmuje nie tylko krocze, ale także pochwę. Jest to uszkodzenie części miękkich z rozdarciem ścian pochwy, mięśni i skóry krocza oraz dna miednicy podczas porodu.

## Częstość występowania
Pęknięcia krocza i pochwy występują w 20-30% wszystkich porodów bez nacięcia krocza. Najczęściej występują u pierwiastek.

## Klasyfikacja obrażeń
W zależności od rozległości obrażeń wyróżniamy cztery stopnie pęknięć krocza i pochwy, według najnowszej literatury.
| Stopień pęknięcia krocza | Obrażenia                                                          |
| ------------------------ | ------------------------------------------------------------------ |
| Pęknięcie Io             | Pęknięcie pochwy i skóry krocza bez naruszenia mięśni dna miednicy |
| Pęknięcie IIo            | Pęknięcie mięśni dna miednicy, mięśni krocza i pochwy              |
| Pęknięcie IIIo           | Pęknięcia obejmujące zwieracz zewnętrzny odbytu                    |
| Pęknięcie IVo            | Pęknięcia obejmujące błonę śluzową odbytnicy                       |

## Piśmiennictwo
- J. W. Dudenhausen, W. Pschyrembel, Położnictwo praktyczne i operacje położnicze; Wydawnictwo Lekarskie PZWL, Warszawa 2007 ISBN 978-83-200-3508-7
- G. H. Bręborowicz, Położnctwo. Podręcznik dla położnych i pielęgniarek; Wydawnictwo lekarskie PZWL, Warszawa 2005 ISBN 83-200-2986-4